# Tweedia
Tweedia là chi thực vật có hoa trong họ Apocynaceae.

## Các loài
- Tweedia andina (Phil.) G.H.Rua, 1989
- Tweedia aucaensis G.H.Rua, 1986
- Tweedia birostrata (Hook. & Arn.) Hook. & Arn., 1835
- Tweedia brunonis Hook. & Arn., 1835
- Tweedia echegarayi (Hieron.) Malme, 1904
- Tweedia stipitata G.H.Rua & Liede, 1994